# Frank Wunsch
Frank Harald Wunsch (* 29. August 1945 in Bochum) ist ein deutscher Jazzpianist.
Wunsch studierte Klavier in Dortmund und dann in Köln bei Alfons Kontarsky, 1965 bis 1968 besuchte er die Jazz-Sommerkurse an der Akademie Remscheid, aber auch Meisterkurse bei Friedrich Gulda, 1975 begann er seine Zusammenarbeit mit Christoph Haberer, 1982 die mit Gunnar Plümer, mit denen er ein Trio bildete, das seit 1986 regelmäßig auch als Begleitband für Lee Konitz fungierte. 1980 bis 1985 arbeitete er auch mit dem Saxophonisten Matthias Nadolny. 1988 spielte er im Projekt The Men of Jazz mit Konitz, Jiggs Whigham, Mundell Lowe, Mel Lewis und Conte Candoli. Weiterhin arbeitete er mit Wolfgang Engstfeld, Ed Kröger, Kenny Wheeler und Gerd Dudek, aber auch mit Allan Botschinsky, Rolf Ericson, Bill Holman, Peter Decker, Ilona Haberkamp oder Jane Bunnett zusammen. Er wirkte auch an Aufnahmen mit Benny Bailey oder Jerry Tilitz mit. Seit 1980 war er Dozent für Klavier im Jazzstudiengang der Hochschule für Musik Köln;  2003 wurde er zum Professor ernannt.

## Werke
- Blues for two, 12 Bluesstücke für Klavier vierhändig. Schott, Mainz 2008
- September Waltz und Joana’s Waltz. 2 lyrische Jazzstücke für Querflöte u. Klavier. Möseler, Wolfenbüttel 2008